# Nathalie zu Sayn-Wittgenstein
Nathalie zu Sayn-Wittgenstein (ur. 2 maja 1975 w Kopenhadze) – duńska księżniczka i jeźdźczyni sportowa, brązowa medalistka olimpijska.
Startuje w ujeżdżeniu, zdobywczyni brązowego medalu drużynowo i czternastego miejsca indywidualnie podczas igrzysk olimpijskich w 2008 roku w Pekinie.

## Życie prywatne
Jest córką niemieckiego arystokraty – Ryszarda, księcia Sayn-Wittgenstein-Berleburg, i księżniczki duńskiej – Benedykty. Jej dziadkiem od strony matki był król Danii – Fryderyk IX.
4 stycznia 2010 zaręczyła się z Alexandrem Johannsmannem. Ich ślub cywilny miał miejsce 27 maja 2010, a 24 lipca tego samego roku na świat przyszło pierwsze dziecko pary – Konstantin Gustav Heinrich Richard Johannsmann. Ślub kościelny odbył się 18 czerwca 2011 w Barleburgu.